# Oegartsjin
Oegartsjin (Bulgaars: Угърчин) is een kleine stad en een gemeente in de oblast Lovetsj. Op 31 december 2018 telde de stad Oegartsjin 2.354 inwoners, terwijl de gemeente Oegartsjin, samen met de 10 omliggende dorpen, 5.531 inwoners had.  De volgende dorpen behoren tot de gemeente Oegartsjin: Dragana, Golets, Kalenik, Katoenets, Kirtsjevo, Lesidren, Mikre, Orljane, Slavsjtitsa en Sopot.